# Carla Reemtsma

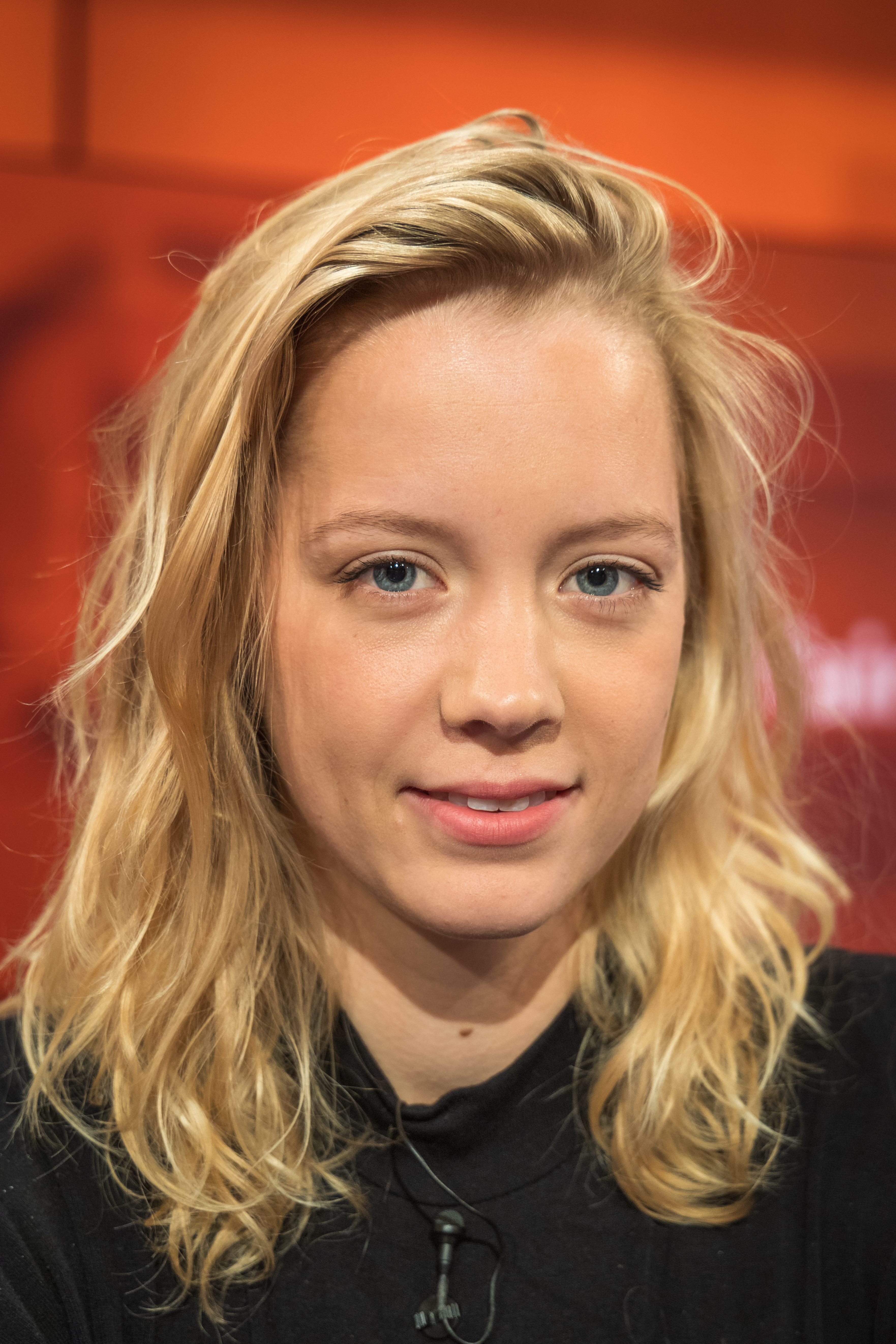
Carla Reemtsma (2022)

Carla Reemtsma (* 3. April 1998 in Berlin) ist eine deutsche Klimaschutzaktivistin und Mitorganisatorin des von der schwedischen Klimaschutzaktivistin Greta Thunberg inspirierten Schulstreiks Fridays for Future („Klimastreik“) in Deutschland. Als Sprecherin vertritt sie die Bewegung bundesweit und in der medialen Öffentlichkeit.

## Werdegang
Reemtsma wuchs im Berliner Bezirk Steglitz-Zehlendorf auf und besuchte das Werner-von-Siemens-Gymnasium in Berlin-Nikolassee, wo sie Schülersprecherin war. Sie stammt aus der Familie Reemtsma, ist eine Cousine von Luisa Neubauer und mit dem vormaligen Eigentümer der Reemtsma Cigarettenfabriken verwandt.
Nach dem Abitur zog Reemtsma 2016 nach Münster und studierte dort als Stipendiatin der Studienstiftung des Deutschen Volkes an der Westfälischen Wilhelms-Universität „Politik und Wirtschaft“. Ihr Bachelorstudium beendete sie dort im Herbst 2021. Seitdem studiert sie im Masterstudium „Integrated Natural Resource Management“ an der Humboldt-Universität zu Berlin.
2023 gründete sie die Organisation Das Momentum, die unter anderem Pressegespräche mit Sachverständigen und Briefings anbietet. Sie ist Mitglied des Aufsichtsrats der Smart Energy for Europe Platform (SEFEP) gGmbH, der Trägerorganisation der Agora Energiewende.
Reemtsma war nach eigenem Bekunden schon als Jugendliche politisch interessiert. Sie hatte schon Erfahrung mit Klima-Aktivismus, bevor sie begann, Fridays-for-Future-Demonstrationen in Münster zu organisieren. Nach dem Auszug aus dem Elternhaus, als sie plötzlich viele Konsumentscheidungen allein habe treffen müssen, sei ihr vieles bewusst geworden: „Es ist halt absurd, wenn wir in der WG Ökostrom haben, aber meine Uni Millionen in RWE-Aktien investiert.“ Mit einer Gruppe Gleichgesinnter habe sie sich dafür eingesetzt, dass staatliche Institutionen wie ihre Universität nicht in fossile Energieträger investieren. „Und dann kam Greta.“ Reemtsma ist zudem Jugendbotschafterin für die internationale Organisation ONE, die sich gegen extreme Armut in Afrika einsetzt.

## Öffentliches Wirken

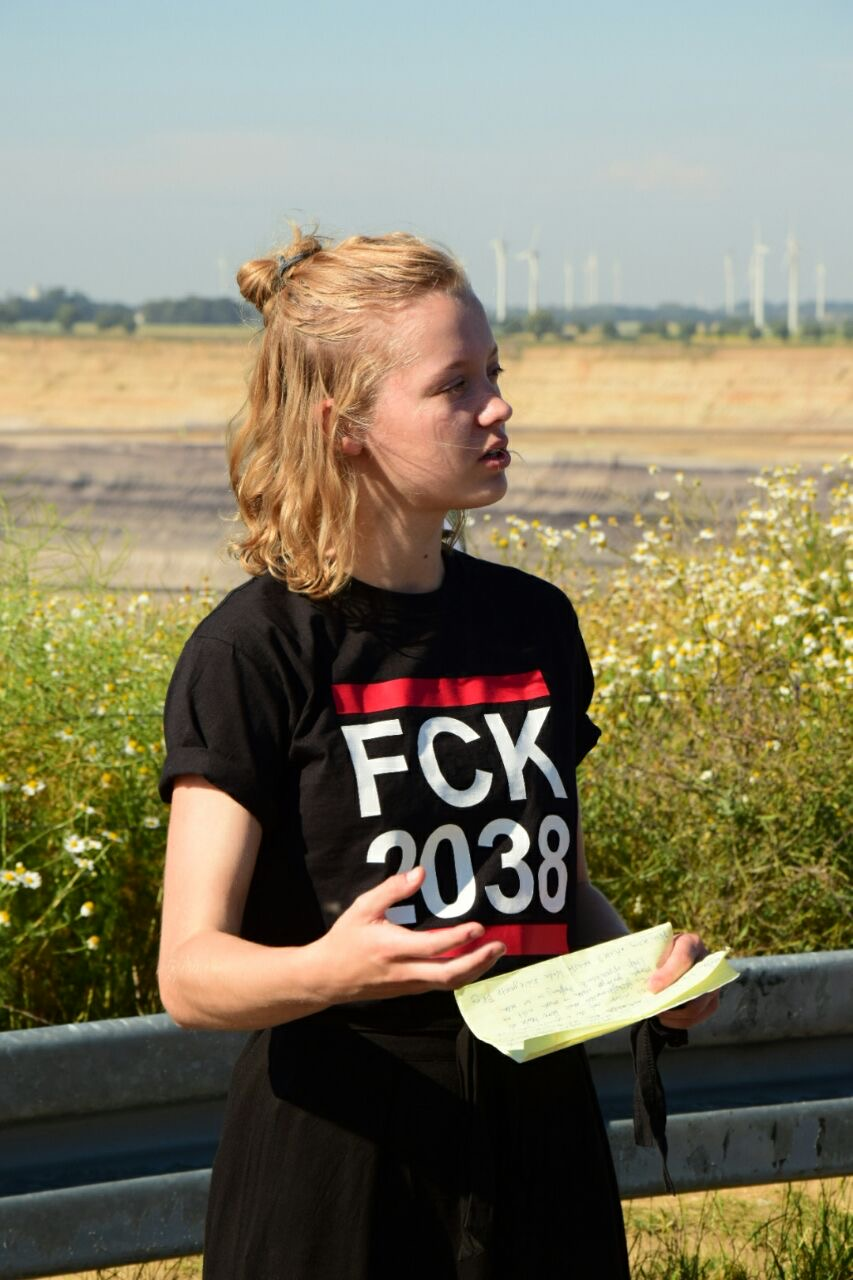
Carla Reemtsma 2020 bei einer Kundgebung vor einem Braunkohletagebau mit T-Shirt „FCK 2038“ (Jahr des Kohleausstiegs)

Seit Januar 2019 ist Reemtsma Mitorganisatorin von Demonstrationen und anderen Aktionen der Fridays for Future-Bewegung. Der Anstoß für dieses Engagement war für sie die Rede von Greta Thunberg bei der UN-Klimakonferenz in Katowice 2018. Weil sie redegewandt auftritt, wurde sie für die bundesweite Pressearbeit zuständig.
Sie vertrat ihre Positionen in Talkshows, wie bei Maybrit Illner, hart aber fair und in der Münchner Runde. Die Nachrichtensendungen von ARD und ZDF sowie diverse Printmedien interviewten sie. Im September 2019 erörterte Richard David Precht mit ihr in seiner Philosophiesendung das Thema „Revolution für das Klima – Eine Generation steht auf“. Im Spiegel-Gespräch live im Thalia-Theater diskutierte sie mit Hamburgs Erstem Bürgermeister Peter Tschentscher zur Frage, ob die globale Bewegung Fridays for Future die deutsche Demokratie stärke. Der Fernsehsender phoenix übertrug im Juli 2020 auf seiner Website den Livestream einer Diskussion mit Reemtsma und Frans Timmermans, dem Vizepräsidenten der EU-Kommission, über die Klimapolitik der Europäischen Union und den „European Green Deal“.

## Rezeption
Nach Ansicht der Frankfurter Allgemeinen Zeitung ist Reemtsma in Deutschland eines der „prägendsten Gesichter“ der Klimaschutzbewegung Fridays for Future.
In der Talkshow von Maybrit Illner im Januar 2020 diskutierte sie mit Arndt G. Kirchhoff, einem Automobilzulieferer und Lobbyisten der deutschen Industrieverbände. In der TV-Kritik der FAZ schrieb Frank Lübberding: „In diesem Gespräch wurde deutlich, warum diese jungen Aktivistinnen auch ohne demokratisches Mandat eine solche Wirkung entfalten. Sie kontrastieren die eigenen Erwartungen mit der praktischen Umsetzung. Kirchhoff konnte noch so oft die gemeinsamen Ziele betonen, oder auf die schon erzielten Fortschritte im Transformationsprozess hinweisen. Es reichte nie aus, weil immer zu wenig und viel zu langsam in der Umsetzung.“

## Auszeichnung
2022 wurde sie mit dem Umweltmedienpreis der Deutschen Umwelthilfe in der Kategorie Digital Creator ausgezeichnet.